# Farag Foda

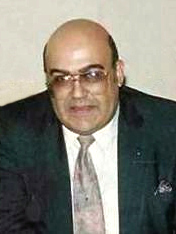
Farag Foda

Farag Foda (Arabisch: فرج فوده) (ook gespeld als Faraj Fawda) (Damietta, 20 augustus 1945 - Caïro, 8 juni 1992) was een belangrijk Egyptisch islamitisch denker, mensenrechtenactivist en columnist.

In 1984 zegde hij zijn lidmaatschap van de Egyptische Wafd-partij (liberaal) op vanwege hun verdrag met de Moslimbroederschap. Farag Foda bekritiseerde de islamisten die hij in drie categorieën indeelde: de traditionalisten (Moslimbroeders), de revolutionairen (waaronder de islamitische Jihad) en de rijke islamisten (elite in Saoedi-Arabië en de andere Arabische landen zich verrijkend met oliedollars en middels machtsmisbruik). Hij zag de duidelijke overlappingen tussen deze groepen en bekritiseerde deze openlijk en ironisch.
Voorafgaand aan de dodelijke aanslag op hem werd Farag Foda door een groep islamitische geleerden van de Al-Azhar Universiteit tot afvallige en vijand van de islam verklaard. De Al-Azhar geleerde, Mohammed Al-Ghazali, getuigde voor het hof dat het niet verkeerd is om een vijand van de islam te doden. Mohammed Al-Ghazali verklaarde: "Het doden van Farag Foda was de feitelijke executie van de straf voor afvalligen wanneer de imam (de staat) gefaald heeft in de ten uitvoer legging ervan."

Hij werd op 8 juni 1992 door moslimfundamentalisten (van de groep al-Jama'at al-Islamiyya) op zijn bureau vermoord.

De leider van de Moslimbroederschap (Ma'mun al-Hudaybi) was de eerste om deze moord te verwelkomen en te rechtvaardigen.

## Voetnoten
1. ↑  Qabla al-Suqut (Cairo: F. A. Foda, 1985), Arabisch, pag. 159-165
2. ↑  Middle East Review of International Affairs (MERIA), `FARAJ FAWDA, or the cost of Freedom of Expression`, zie par. THE CAMPAIGN AGAINST FAWDA
3. ↑  Ana Belén Soage, "An Egyptian Dissident's Fate: Faraj Fawda and the Cost of Free Speech", Middle East Review of International Affairs 11(2) (June 2007)
4. ↑  Al-Mahdi, "Muqaddimat al-Nashir fi Ritha Mufakkir Mata Wafiqan.", Arabisch